# The Eternal Afflict
 The Eternal Afflict (parfois abrégé TEA) est un groupe allemand d'electro, originaire d'Essen.

## Histoire

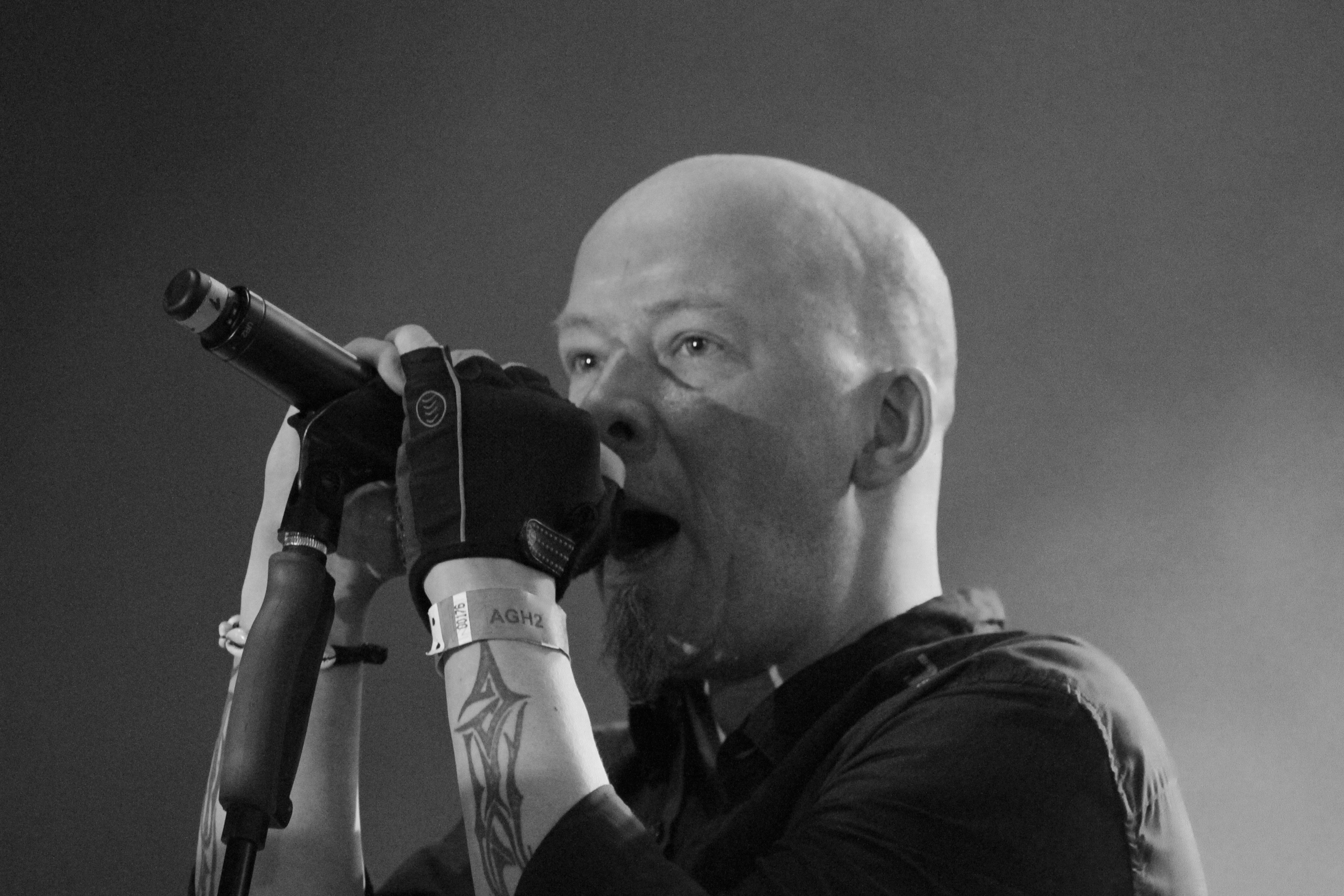
André Kampman (Cyan).

Influencé par des groupes comme Christian Death, Bauhaus ou Virgin Prunes, The Eternal Afflict est formé en 1989. Mark cherchait un chanteur pour un nouveau projet et le trouve en Cyan. Auparavant, sous le nom de Romantic Affliction, ils publient trois bandes démo.
En 1991, le premier album Atroci(-me)ty sort, suivi en 1992 par l'EP (Luminographic) Agony. Disponible sur les deux, le morceau le plus connu et le plus populaire est San Diego, qui est encore joué plus tard dans les clubs.
1994 est une année sombre pour le groupe, car Mark et Cyan décident de se séparer en raison de désaccords sur l'album War et de visions du monde différentes. Projets notables après la séparation : Cyan Kills E.Coli et Inside, où ils collaborent partiellement. Quatre ans plus tard, en 1998, la compilation rétrospective Nothing Meant Forever est publiée, comme une petite indication que The Eternal Afflict n'avait pas disparu des feux de la rampe pour toujours. Cette année-là, le groupe donne également son premier concert après la séparation lors du 4e Woodstage Summer Open Air à Glauchau.
En 2001, Cyan, Mark et Winus décident d'enregistrer un autre album. Simplement pour voir si la collaboration fonctionnait. De plus, personne n'a vraiment réussi à tirer un trait sur The Eternal Afflict. Pour l'album Katharsis, ils prennent leur temps et ne le sortent qu'en 2003, tout comme le CDM Godless pour le Wave-Gotik-Treffen, où ils se produisent également. Entre-temps, ils donnent quelques concerts en Allemagne et en Belgique. Un an plus tard sortait le CDM Black Heritage, une sortie à tendance rock qui n'a pas créé que de bonnes surprises chez les fans. Sinon, 2004 est une année assez calme pour The Eternal Afflict.
En 2005, l'album Euphoric and Demonic sort, reprenant d'anciens éléments, mais ne s'interdisant pas non plus des influences techno. La chanson-titre atteint les Deutsche Alternative Charts pendant 7 semaines, à la 9e place. Un an plus tard, en 2006, le best-of R(e)alict or Requiem sort sur le label Dark Dimensions. En 2009, en collaboration avec le groupe Qntal, le hit de la scène « San Diego » est publié dans une version réarrangée sous le titre San Diego 2K9. En plus de différents remixes du titre par Project Pitchfork, Die Krupps, Noisuf-X et d'autres groupes de l'environnement électro, l'EP contient également une version remasterisée de (Luminographic) Agony ainsi que 2 vidéos live de 2005.
Au cours de l'année 2014, TEA publie une trilogie (2 EP, 1 album) qui traite de la vie en soi et de ses différentes facettes. 

## Discographie
- 1989 : Swelling Sickness (MC ; en tant que Romantic Affliction)
- 1989 : ...We Are Holy (MC ; en tant que Romantic Affliction)
- 1990 : Birth (...a Place Somewhere Else) (MC ; en tant que Romantic Affliction)
- 1990 : Sexual Decay (MC)
- 1991 : Atroci(-me)ty (LP / CD)
- 1992 : (Luminographic) Agony (MLP / EP)
- 1992 : Trauma Rouge (LP / CD)
- 1993 : In Times Like These... (MC)
- 1993 : Jahweh Koresh (CDS)
- 1994 : Childhood (CDM)
- 1994 : War (CD)
- 1998 : Nothing Meant Forever (CD)
- 2003 : Godless (CDM)
- 2003 : Katharsis (CD)
- 2004 : Black Heritage (CDM)
- 2005 : Euphoric & Demonic (DCD / CD)
- 2006 : R(e)alict or Requiem (DCD / CD)
- 2009 : San Diego 2K9/(Luminographic) Agony (remastered) (EP ; feat. Qntal)
- 2009 : ION (CD)
- 2014 : Perish! (EP)